# 克里沃克拉城堡

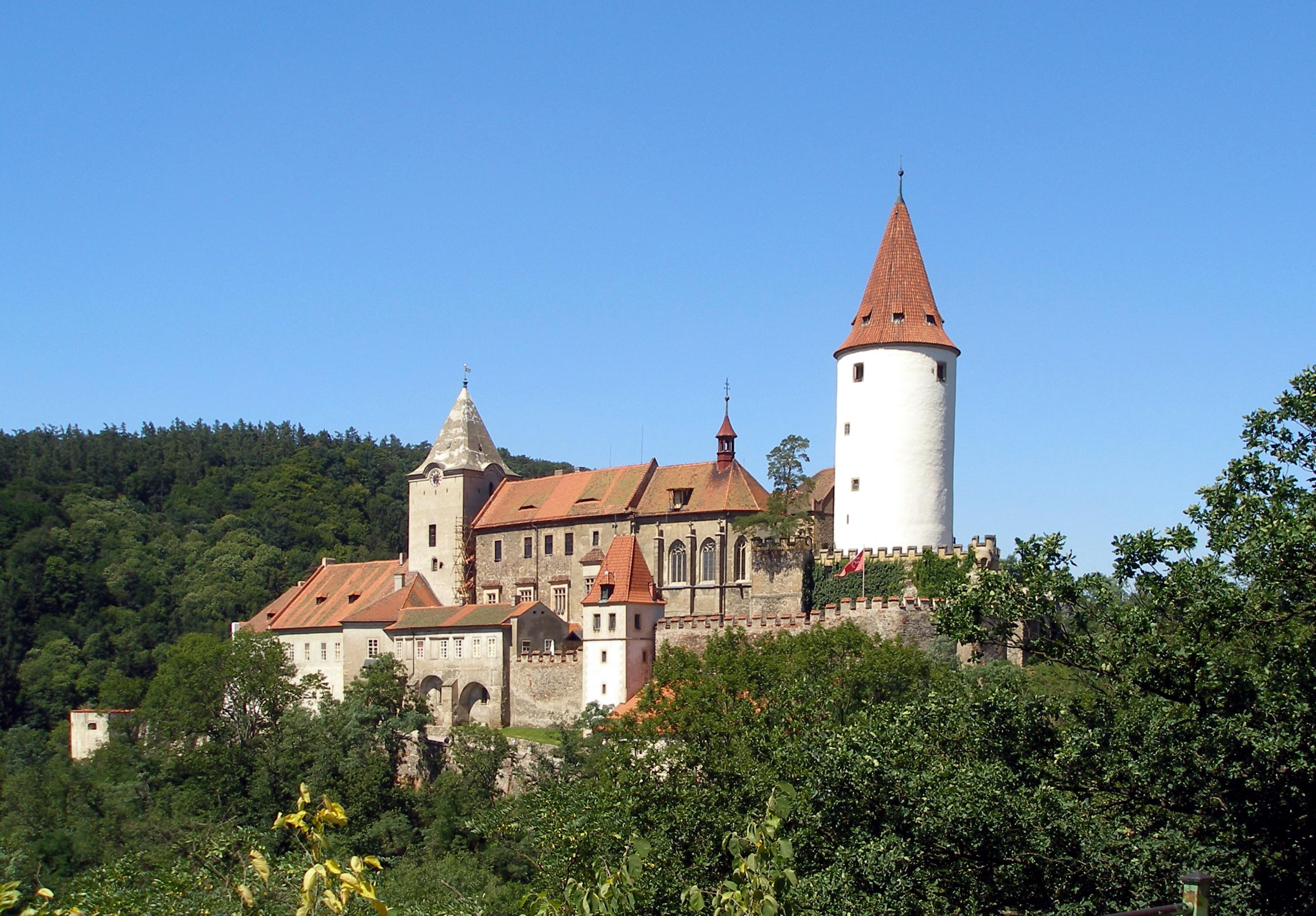
克里沃克拉城堡

克里沃克拉城堡是位於捷克共和國中波希米亞州城鎮克里沃克拉的一座城堡。這座城堡始建於12世紀，屬於波希米亞國王。城堡在歷史上發生過多次大火。現在這座城堡是一座博物館。

## 外部連結
- Castle website （页面存档备份，存于） cs, en
- View of the castle (text in Czech) （页面存档备份，存于）

50°02′16″N 13°52′21″E / 50.03778°N 13.87250°E